# ラートブワルワン郡
座標: 北緯14度9分57秒 東経100度18分27秒 / 北緯14.16583度 東経100.30750度
ラートブワルワン郡（ラートブワルワンぐん）はタイ、アユタヤ県の郡（アムプー）の一つ。

## 歴史
郡はもともとアユタヤ県バーンサイ郡の一部であったが、1937年に分離、郡に昇格した。

## 地理
隣接する郡は北から時計回りに、アユタヤ県セーナー郡、バーンサイ郡、パトゥムターニー県サームコーク郡、ラートルムケーオ郡、ノンタブリー県サイノーイ郡、ナコーンパトム県バーンレーン郡、スパンブリー県ソーンピーノーン郡。

## 行政区分
郡内には7のタムボンがあり、さらにその下位に58の村（ムーバーン）がある。2つの自治体（テーサバーン）が設置されており、以下のようになっている。
- テーサバーンタムボン・ラートブワルワン・・・タムボン・ラートブワルワンの一部
- テーサバーンタムボン・サームムアン・・・タムボン・サームムアンの全体

また、郡内には7のタムボンが設置されている。以下は郡内のタムボンの一覧である。
1. タムボン・ラートブワルワン・・・ตำบลลาดบัวหลวง
2. タムボン・ラックチャイ・・・ตำบลหลักชัย
3. タムボン・サームムアン・・・ตำบลสามเมือง
4. タムボン・プラヤーバンルー・・・ตำบลพระยาบันลือ
5. タムボン・シンハナート・・・ตำบลสิงหนาท
6. タムボン・クーサロート・・・ตำบลคู้สลอด
7. タムボン・クローンプラヤーバンルー・・・ตำบลคลองพระยาบันลือ